# Rock ’n’ Roll Damnation
Rock ’n’ Roll Damnation – singel australijskiej grupy hardrockowej AC/DC, wydany przez Atlantic z albumu Powerage. Tekst stworzyli Angus i Malcolm Youngowie oraz Bon Scott. Obecnie podczas tras koncertowych piosenka śpiewana jest przez Briana Johnsona. Nagranie znajduje się na płycie koncertowej z 1978, If You Want Blood You've Got It i soundtracku z 2010, Iron Man 2. W wersji UK na stronie A singla zamieszczono piosenkę „Gimme a Bullet”.

## Twórcy
- Bon Scott - wokal
- Angus Young - gitara prowadząca
- Malcolm Young - gitara rytmiczna, wokal
- Cliff Williams - gitara basowa, wokal
- Phil Rudd - perkusja